# عربی حلبی
عربی حلبی یکی از گویش‌های عربی است که مردم شهر حلب در سوریه بدان سخن می‌گویند. مهم‌ترین ویژگی این گویش استفاده از واج /ج/ به جای /ژ/ است، برخلاف چیزی که در دیگر گویش‌های عربی شامی همچون لبنانی و دمشقی بسیار رایج است.